# 袁国平
袁国平（1906年5月26日—1941年1月15日），原名袁幻成，又名袁裕，字醉涵，笔名最寒。湖南宝庆（今邵东）人，新四军的核心人物之一。

## 生平
1906年5月出生于邵东县一个农民家庭。1922年考入湖南省立第一师范学校，参加学生运动，被推举为湖南省学联执行委员。1924年加入中国社会主义青年团。1925年10月，入黄埔军校第四期政治科学习，同年底加入中国共产党。1926年7月，任国民革命军第四军左翼宣传队第四队队长、第十一军政治部宣传科长，随军北伐。
1927年参加南昌起义和廣州起義，后率广州起义余部转移至海陆丰地区继续进行反对当时政府的活动，任工农革命军第四师参谋长、党委书记、党代表。红四师失败后，奉命经香港转赴上海工作。
1929年，被派往湘鄂赣根据地，先后任中共湘鄂赣特委委员兼任宣传部部长、红五军代政委、红五军政治部主任。1930年6月，任红三军团政治部主任，后兼红八军政治委员。7月参与指挥长沙战役，协助彭德怀等率红三军团攻占长沙，撰写《怎样巩固湖南的苏维埃政权》和《扩大红军》两篇文章。同年8月，任红一方面军总政治部副主任兼红三军团政治部主任，同时兼红八军政委、政治部主任等职。
此后，历任中华苏维埃中央革命军事委员会委员，红军总政治部副主任兼红一方面军政治部代理主任、党务委员会书记，红军东方军政治部主任，并当选为中华苏维埃共和国第二届中央执行委员会委员。随军参加了中共组织的第一至第四次反“围剿”作战、两次入闽作战及两万五千里长征。
长征期间，先后担任红三军团政治部主任、红一方面军政治部代主任。红军到达陕北后，任西北革命军事委员会后方办事处政治部主任、西北红军大学政治委员、中国人民抗日红军大学政治部主任兼第3科（后称附属步兵学校，又称教导师）政治委员，中国人民抗日军政大学第2校政治委员、校长兼政治委员。曾获中华苏维埃共和国二等红星奖章。　
抗日战争爆发后，任中共陇东特委书记兼八路军驻陇东办事处主任。1938年3月，他任新四军政治部主任，兼中共中央东南局委员、宣传部长、中央军委新四军分会常委。期间为《新四军军歌》作词。 
1941年1月15日在皖南事变中自杀身亡，也有说在19日战死。同月《中共中央关于项袁错误的决定》称：“三年以来，项英、袁国平对于中央的指示，一贯的阳奉阴违，一切迁就国民党，反对向北发展与向敌后发展，反对扩大新四军，反对建立抗日根据地，坚持其自己的机会主义路线。”1955年6月，遗骸由中国人民解放军南京军区移葬于南京雨花台西南皖南事变三烈士墓。袁国平故居现为湖南省省级文物保护单位。
其妻邱一涵，有一子袁振威。